# Robledo (Grandas de Salime)
Robledo es una aldea española de la parroquia de Grandas de Salime, perteneciente al concejo de Grandas de Salime, en la comunidad autónoma de Asturias.

## Historia
Hacia mediados del siglo XIX, el lugar, ya por entonces perteneciente a Grandas de Salime, tenía contabilizada una población de cincuenta habitantes. Aparece descrito en el decimotercer volumen del Diccionario geográfico-estadístico-histórico de España y sus posesiones de Ultramar de Pascual Madoz con las siguientes palabras:

ROBLEDO: l. en la prov. de Oviedo, ayunt. y felig. de San Salvador de Grandas de Salime (V.). pobl.: 10 vec., 50 almas.
(Madoz, 1849, p. 524)

En 2023, la entidad singular de población, encuadrada dentro de la entidad colectiva de Grandas de Salime, tenía empadronados ocho habitantes.